# Hippolyte de Tonnac
Pour les articles homonymes, voir Tonnac (homonymie).
Hippolythe de Tonnac est un homme politique français né le 23 août 1796 à Montmiral (Drôme) et décédé le 8 septembre 1873 à Virac (Tarn).
Ancien élève de l'école polytechnique, puis de l'école de Metz, il est officier du génie. Il quitte l'armée avec le grade de capitaine sous la Monarchie de Juillet. Il est député du Tarn de 1848 à 1849, siégeant à droite.

## Sources
- « Hippolyte de Tonnac », dans Adolphe Robert et Gaston Cougny, Dictionnaire des parlementaires français, Edgar Bourloton, 1889-1891 [détail de l’édition]